# Spå Herr Ola
Spå Herr Ola var en omtalad präst och trollkarl i den ångermanländska folktron.
Enligt muntlig tradition var Spå Herr Ola kyrkoherde i Resele pastorat under 1500-talet, som då även omfattade socknarna Ådals-Liden och Junsele. Spå Herr Ola tillhörde de första lutherska prästerna och sades därför ha studerat svartkonst i Wittenberg. Sina trollkonster förvarade han i "svartboken", vilken bestod av texter ur Sjätte och Sjunde Mosebok, hemliga moseböcker som ska ha gömts undan allmänheten för sitt farliga innehåll.
Bland sina konster lär ha varit att han förvandlade all lax i Betarsjön till sik, så kallad Betarsjösill, samt att han förvände synen på sina motståndare, som ville avsätta honom. Genom trolldom lyckades Spå Herr Ola förhindra församlingsborna från att gå till kungs och klaga över sin kyrkoherde. På sitt yttersta kom Djävulen och förvandlade honom till en stenstod, som än idag är synlig i Ulvviksberget i Junsele.
Folktrons Spå Herr Ola kan vara baserad på minnet av kyrkoherden Olaus Stenonis, som verkade i Resele pastorat mellan 1590 och 1613.